# Hebecladus
Hebecladus é um género botânico pertencente à família Solanaceae.
Sinónimo: Jaltomata Schltdl.

## Espécies
- Hebecladus asperus
- Hebecladus bicolor
- Hebecladus biflorus
- Hebecladus granulosus
- Hebecladus hirtellus
- Hebecladus intermedius
- Hebecladus lanceolatus
- Hebecladus mollis
- Hebecladus propinquus
- Hebecladus sinuosus
- Hebecladus turneri
- Hebecladus umbellata
- Hebecladus umbellatus
- Hebecladus ventricosus
- Hebecladus viridiflorus
- Hebecladus weberbaueri

1. ↑  «Hebecladus — World Flora Online». www.worldfloraonline.org. Consultado em 19 de agosto de 2020